# Piton Tortue
Le piton Tortue, ou piton Vert, est un cratère éteint qui culmine à 1 809 m d'altitude dans les Hauts du sud de l'île de La Réunion, au village de la plaine des Cafres.

## Géographie

### Situation
Le piton Tortue est accessible uniquement en randonnée, dans le centre de l'île par la plaine des Cafres, à partir du GR R2, sentier conduisant au piton des Neiges.

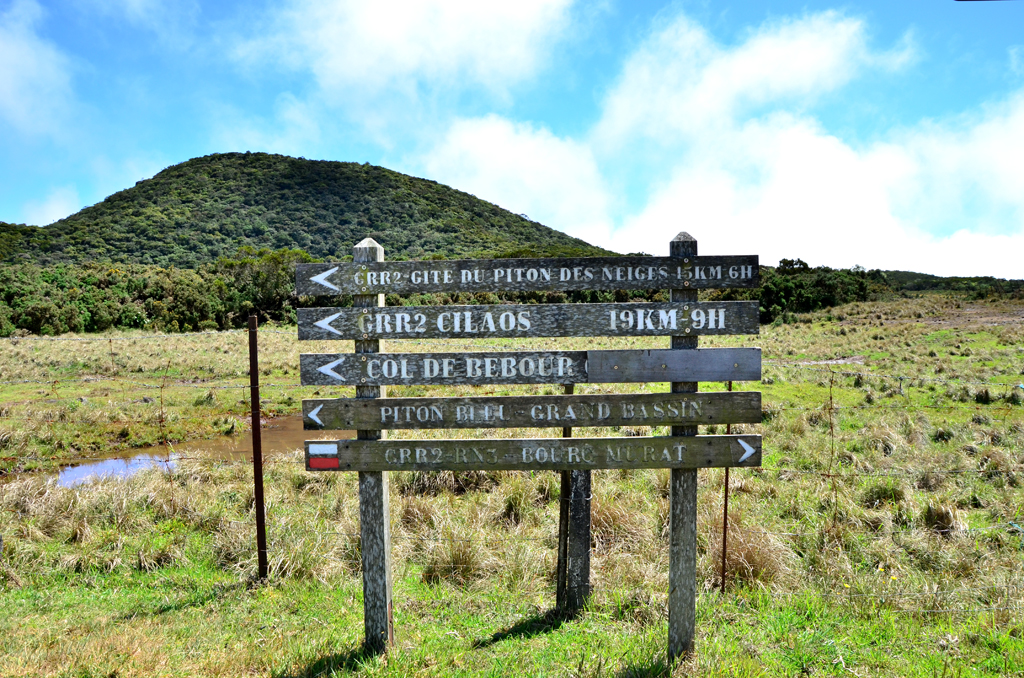
Quelques autres itinéraires possibles en longeant le piton Tortue

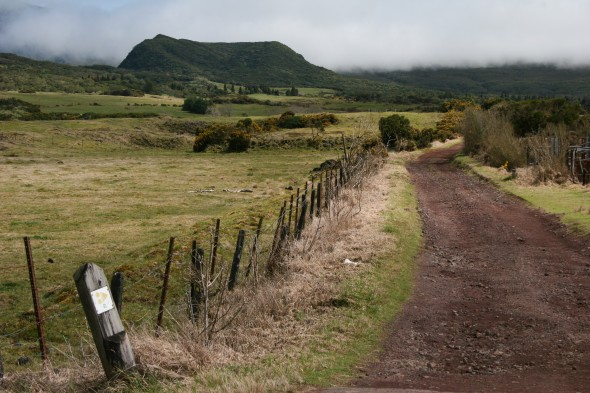
Le chemin qui mène au site du piton Tortue en arrière-plan

La balade s'effectue d’abord en traversant des pâturages, puis en pénétrant dans la forêt primaire qui fait partie du parc national de La Réunion. C'est une montagne très boisée, d'où son appellation ancienne de piton Vert, et qui se dresse en haut d'une pente que les randonneurs contournent habituellement pour rejoindre le plus haut sommet de l'île.